# Křížová cesta (Křešín)
Křížová cesta v Křešíně na Pelhřimovsku vede z centra obce od kostela svatého Bartoloměje na protilehlé návrší ke Kalvárii.

## Historie
Křížová cesta byla postavena v roce 1791. Původních devět pravděpodobně dřevěných křížů lemovalo cestu od kostela k Zelenkovu mlýnu. První obnova křížové cesty byla roku 1859. Další zápis obnovy, rok 1900, je vyznačen na zděných sloupcích. Roku 1945 proběhla oprava cesty včetně přesunu sloupků zastavení č. III. až V. k potoku Mohelnice z důvodu výstavby silnice.
Křížovou cestu tvoří třináct zděných kapliček připomínajících Boží muka. V mělkém výklenku byly pravděpodobně původně kovové desky s obrázky s pašijovými výjevy. Tyto obrázky se shodovaly s obrazy uvnitř kostela.
Cesta končí u Kalvárie tvořené třemi kovovými kříži osazenými do kamenných podstavců. Boční kříže nesou znak Nejsvětější Trojice, pod centrálním křížem s Kristem je socha Panny Marie Bolestné. Kalvárie je z 2. poloviny 19. století.
Křížová cesta s Kalvárií byly kompletně obnoveny v roce 2012. Jsou zapsány jako nemovitá Kulturní památka České republiky.